# Tiniteqilaaq
Tiniteqilaaq, dawniej Tiniteqilâq – osada na wschodnim wybrzeżu Grenlandii, w gminie Sermersooq.
Według danych oficjalnych liczba mieszkańców w 2011 roku wynosiła 124 osoby.